# Zdzisław Gałdecki
Zdzisław Gałdecki (ur. 1924 w Poznaniu, zm. 2000) – polski chemik-krystalograf, profesor Politechniki Łódzkiej.
W 1952 ukończył studia na Wydziale Chemicznym Politechniki Łódzkiej. Pracę rozpoczął w 1948 roku w Katedrze Chemii Nieorganicznej. W 1960 roku uzyskał stopień doktora, w 1986 tytuł profesora nadzwyczajnego, a w 1991 – profesora zwyczajnego.
Specjalizował się w zakresie krystalografii, a w szczególności biokrystalografii, rentgenografii strukturalnej, metod dyfrakcyjnych, programowania obliczeń krystalograficznych.
Był twórcą i organizatorem pracowni rentgenografii strukturalnej, w latach 1968–1994 kierował Zespołem Rentgenografii Strukturalnej i Krystalochemii Politechniki Łódzkiej. Od 1990 pełnił funkcję dyrektora Narodowego Centrum Afiliowanego przez Cambridge Crystallographic Data Centre. Od 1966 roku był członkiem Komitetu Krystalografii PAN.
Jego dorobek naukowy obejmuje 158 oryginalnych publikacji, 6 podręczników i skryptów, 10 patentów i 64 wdrożone opracowania dla przemysłu. Wypromował sześciu doktorów.